# Населённые пункты Алнашского района

Карта Алнашского района с центрами поселений

Муниципальное образование «Алнашский район» включает 81 населённый пункт: 12 сельских поселений в составе 4 сёл, 76 деревень и 1 станции.
Административный центр района — село Алнаши.

## Перечень населённых пунктов
Далее приводится список населённых пунктов по муниципальным образованиям, в которые они входят. Жирным шрифтом выделены административные центры поселений.

### Муниципальное образование «Азаматовское»
- деревня Азаматово
- деревня Вязовка
- деревня Выль Шудья
- деревня Ключёвка
- деревня Кузюмово
- деревня Медведка
- деревня Сосновка
- деревня Холодный Ключ
- деревня Чемошур-Куюк
- деревня Шайтаново

### Муниципальное образование «Алнашское»
- село Алнаши

### Муниципальное образование «Асановское»
- село Нижнее Асаново
- деревня Арляново
- деревня Кучеряново
- деревня Татарское Кизеково
- деревня Удмуртское Кизеково

### Муниципальное образование «Байтеряковское»
- деревня Байтеряково
- деревня Дружки
- деревня Елкибаево
- деревня Верхнее Котнырево
- деревня Пирогово
- деревня Нижнее Котнырево
- деревня Кадиково
- деревня Русский Ятцаз
- деревня Удмуртский Ятцаз
- деревня Старая Юмья
- деревня Ятцазшур

### Муниципальное образование «Варзи-Ятчинское»
- село Варзи-Ятчи
- деревня Арбайка
- деревня Ляли
- деревня Русский Вишур
- деревня Шадрасак Кибья
- деревня Юмьяшур

### Муниципальное образование «Кузебаевское»
- деревня Кузебаево
- деревня Варзибаш
- деревня Варзино-Алексеево
- деревня Гарга
- деревня Верхнее Кузебаево

### Муниципальное образование «Муважинское»
- деревня Муважи
- деревня Благодать
- деревня Петропавловский
- деревня Чёрный Ключ
- деревня Чумали

### Муниципальное образование «Писеевское»
- деревня Писеево
- деревня Нижний Сырьез
- деревня Оркино

### Муниципальное образование «Ромашкинское»
административный центр — село Алнаши, в состав поселения не входит
- деревня Абышево
- деревня Бокай
- деревня Варзи-Шудья
- деревня Верхние Алнаши
- деревня Верхний Утчан
- деревня Дятлево
- деревня Игенче
- деревня Казаково
- деревня Мукшур
- деревня Новый Утчан
- деревня Ромашкино
- деревня Серп
- деревня Старая Шудья
- деревня Татарский Тоймобаш
- деревня Шишкино

### Муниципальное образование «Староутчанское»
- деревня Старый Утчан
- деревня Богородский
- деревня Варали
- деревня Дроздовка
- деревня Ильинское
- деревня Колтымак
- деревня Удмуртское Гондырево
- деревня Марийское Гондырево
- деревня Орехово
- деревня Охотничий

### Муниципальное образование «Техникумовское»
- село Асановский совхоз-техникум
- деревня Новотроицкий
- станция Железнодорожная станция Алнаши

### Муниципальное образование «Удмурт-Тоймобашское»
- деревня Удмуртский Тоймобаш
- деревня Верхняя Тойма
- деревня Кузили
- деревня Сям-Какси
- деревня Удмуртский Вишур
- деревня Шаршада
- деревня Шубино